# Le mitiche sigle TV
Le mitiche sigle TV è un album di Enzo Draghi prodotto da RCO EUROPE e distribuito dal 23 febbraio 2018 da The Saifam Group nelle edicole e da Self Distribution nei negozi.

## Il disco
L'idea dell'opera nasce nel maggio del 2017, grazie al maestro Alessandro Porcella di PA7a Music, che decide di far incontrare nuovamente il maestro Draghi e Nicola B. Carrassi dopo quasi vent'anni (avevano lavorato insieme per Fininvest e Mediaset dal 1989 al 2001) e si presenta come il disco per celebrare i 50 anni di carriera di Draghi come musicista.
Il disco contiene 30 sigle di cui 10 brani pubblicati per la prima volta su CD e 5 brani ricantati per l'occasione.
La produzione del disco, ideata e curata da Nicola Bartolini Carrassi, ha coinvolto anche i fan e i supporter del maestro Draghi: il 18 agosto 2017 viene creato da Carrassi il gruppo Facebook "Enzo Draghi Group - THE GOLDEN AGE" che ospiterà, coordinerà e coinvolgerà per tutta la fase burocratica e quella di produzione più di 250 utenti, fan o supporter del maestro. Questo team ha avuto la possibilità di partecipare alle decisioni di grafica, tracklist, formato e altro.

## Tracce
CD1
Testi di Alessandra Valeri Manera; edizioni musicali RTI S.p.A. (edizioni e testi: tranne i brani tratti da Ciao, Sabrina).
1. Lupin, l'incorreggibile Lupin – 3:20 (musica: Carmelo Carucci)
2. Oh luna amica mia (versione reinterpretata) – 3:45 (musica: Enzo Draghi)
3. Rolling Night (feat. Paola Tovaglia) (tratta da Ciao, Sabrina) – 3:28 (testo: Kaoru Asaki e Paola Orlandi – musica: Keiji Katayama; edizioni musicali EMI Music Japan)
4. Street Sharks: quattro pinne all'orizzonte – 3:40 (musica: Silvio Amato)
5. Video Power – 3:33 (musica: Silvio Amato)
6. Sulle ali dei Dragon Flyz – 3:37 (musica: Silvio Amato)
7. Tartarughe Ninja alla riscossa (versione reinterpretata) – 3:49 (musica: Enzo Draghi)
8. Bay-Side Junction (tratta da Ciao, Sabrina) – 3:59 (testo: Kaoru Asaki e Paola Orlandi – musica: Kazuya Izumi; edizioni musicali EMI Music Japan)
9. Re Artù, King Arthur – 3:16 (musica: Silvio Amato)
10. I cinque samurai – 3:29 (musica: Enzo Draghi)
11. Tutti in campo con Lotti (versione reinterpretata) – 2:58 (musica: Enzo Draghi)
12. Beetleborgs: quando si scatena il vento dell'avventura – 3:39 (musica: Silvio Amato)
13. Heartbreak tonight (tratta da Ciao, Sabrina) – 4:18 (testo: Kaoru Asaki e Paola Orlandi – musica: Kazuya Izumi; edizioni musicali EMI Music Japan)
14. Skysurfer: le cinque stelle della galassia – 3:54 (musica: Silvio Amato)
15. Mummies alive: quattro mummie in metropolitana – 3:00 (musica: Silvio Amato)

Durata totale: 53:45
CD2
Testi di Alessandra Valeri Manera; edizioni musicali RTI S.p.A. (edizioni e testi: tranne i brani tratti da Ciao, Sabrina).
1. Una spada per Lady Oscar – 3:33 (musica: Ninni Carucci)
2. Ultraforce – 3:13 (musica: Enzo Draghi)
3. Warrior (tratta da Ciao, Sabrina) – 3:49 (testo: Kaoru Asaki e Paola Orlandi – musica: Keiji Katayama; edizioni musicali EMI Music Japan)
4. Capitan Dick (versione reinterpretata) – 3:16 (musica: Enzo Draghi)
5. Ivanhoe – 3:46 (musica: Franco Fasano)
6. Tartarughe Ninja: l'avventura continua – 3:18 (musica: Silvio Amato)
7. Rombi di tuono e cieli di fuoco per i Biocombat – 3:10 (musica: Silvio Amato)
8. Blue Moon (tratta da Ciao, Sabrina) – 4:06 (testo: Kyouko Hoshino e Paola Orlandi – musica: Kazuya Izumi; edizioni musicali EMI Music Japan)
9. Cuore (versione reinterpretata) – 3:43 (musica: Enzo Draghi)
10. Una giungla di stelle per capitan Simian – 3:38 (musica: Silvio Amato)
11. Extreme Dinosaurs, quattro dinosauri scatenati – 3:50 (musica: Enzo Draghi)
12. Batman, cavaliere della notte – 3:08 (musica: Silvio Amato; edizioni musicali Warner Chappell Music Italiana Srl)
13. Midnight City (tratta da Ciao, Sabrina) – 3:48 (testo: Kyouko Hoshino e Paola Orlandi – musica: Kazuya Izumi; edizioni musicali EMI Music Japan)
14. Evviva Zorro – 3:55 (musica: Franco Fasano; edizioni musicali Warner Chappell Music Italiana Srl)
15. Arriva Robocop – 4:14 (Enzo Draghi; edizioni musicali PA)

Durata totale: 54:27

## Edizione deluxe
L'album è stato pubblicato anche in un'edizione deluxe comprendente altri due album: Ciao Sabrina - The Lost Original Tape e Golden Age #Chicche, per un totale di 5 dischi. L'edizione è stata riservata ai 250 supporter di Enzo Draghi che hanno partecipato alla realizzazione del disco; tutti i loro nomi sono riportati in una pagina speciale del sito ufficiale di Enzo Draghi.